# Castello della Caminata
Das Castello della Caminata, auch Castello di Bramaiano genannt, ist eine Hangburg in Bramaiano, einem Ortsteil der Gemeinde Bettola in der italienischen Region Emilia-Romagna. Das Gebäude liegt in 452 m Höhe und dominiert die orographisch rechte Seite des Nuretals.

## Geschichte
In der Gegend erzählt man sich, dass bereits ab dem 10. Jahrhundert an dieser Stelle ein befestigtes Gebäude stand, aber dies wird durch kein einziges, offizielles Dokument bestätigt. Die ersten dokumentierten Quellen über die Existenz einer Burg stammen dagegen aus dem 15. Jahrhundert, einer Zeit, als das Gebäude der Familie Nicelli gehörte, die Lehensnehmer eines großen Teils des oberen Nuretals waren, und zwar als Teil eines strukturierten Verteidigungssystems um Bettola. Die Positionierung des Komplexes und sein Aufbau bezeugen die historische Rolle als Verteidigungsanlage der Positionen der Familie Nicelli im Tal, die die Burg einnahm; sie wurde durch die Angriffe rivalisierender Familien in der Gegend, wie den Rossis, den Camias und den Scrivanis, unterminiert, sowie von Überfällen aus dem Raum Genua.
Im Laufe des 16. Jahrhunderts wurde die Burg, deren Verteidigungsauftrag, der ihre Bedeutung noch im Jahrhundert davor bestimmt hatte, sich verringerte, einer Reihe von Umbauten unterzogen, deren bedeutendster der Anbau der Loggien an die Mauer im Süden und den Bergfried war.
1635, als die spanischen Truppen in das Gebiet von Piacenza einfielen, wurde die Festung von diesen eingenommen, nachdem der Kapitän, dem die Verteidigung des Gebäudes anvertraut war, seine Bestimmung verriet und mit dem Feind gemeinsame Sache machte.

## Beschreibung
Das Gebäude hat aufgrund der Umbauten im Laufe der Jahre einen unregelmäßigen Grundriss und zeigt sich in befriedigendem Erhaltungszustand. Es ist auf drei Seiten von einer angeschrägten Umfassungsmauer umgeben, an deren Ecken sich die Wachtürme mit rechteckigem Grundriss befinden, die nur wenig höher sind als die Mauer. Im mittleren Teil des Komplexes erhebt sich der Bergfried, der ebenfalls einen rechteckigen Grundriss hat und an dessen Seite sich das Herrenhaus befindet.
Die Besonderheit des Gebäudes, die sie vom Großteil der Burgen in der Provinz Piacenza unterscheidet, sind die Rundbogenloggien, die von Granitsäulen gestützt werden, die oben auf der südlichen Mauer und dem Bergfried verlaufen und im 16. Jahrhundert an das Gebäude angebaut wurden. Diese Loggien lassen die Burg aus der Gruppe der anderen Festungen in den Bergen der Provinz Piacenza herausstechen, die vorwiegend durch eine solide Bauart, aber eher durch eine geringe Qualität des Baus und der Baumaterialien, gekennzeichnet sind, eher so wie einige Burgen in der Ebene.
Zu dem Komplex gehört auch ein Oratorium von bescheidenen Ausmaßen mit einer hölzernen Fachwerkdecke.
Im Inneren der Burg gibt es große Säle, deren originale Kassettendecken noch erhalten sind; unmittelbar darunter verlaufen mit Fresken dekorierte Bänder, auf denen polychrome Girlanden dargestellt sind. Im Ehrensalon befindet sich ein offener Steinkamin, auf dem das Wappen der Familie ‚‚Nicelli‘‘ eingemeißelt ist, ebenso wie das Baujahr 1615 in römischen Ziffern (MDCXV).